# Lucas Oliver Bultó
Lucas Oliver Bultó (Barcelona, 26 de octubre de 1974) es un expiloto de motociclismo español, que compitió en el Campeonato del Mundo de Motociclismo desde 1998 hasta 2000.

## Biografía
Nieto de Francisco Bultó (creador de la empresa Bultaco y Montesa) y primo de Sete Gibernau y Miki Arpa, los primeros años de Lucas siempre estuvieron relacionados al mundo del motor. De hecho, recuerda que ya con dos o tres años pilotaba una Bultaco Chispa. Durante unos años abandonó las motos para acabar sus estudios, pero posteriormente se centra en los Campeonatos nacionales e internacionales. En 1991, en la carrera inaugural del Critérium en el Circuito de Cataluña, quedó segundo por detrás de su primo Sete. Disputó dos temporadas en el Campeonato del Mundo de Motociclismo donde consiguió 13 puntos entre las dos temporadas.
Aparte del motociclismo, Lucas también compitió en diferentes carreras de motos acuáticas, donde se proclamó campeón de Cataluña.
Después de su retirada, Oliver se especializó en la gestión y formación de conducción y seguridad vial.

## Resultados en el Campeonato del Mundo
Sistema de puntuación de 1993 hasta 2022:
| Posición | 1.º | 2.º | 3.º | 4.º | 5.º | 6.º | 7.º | 8.º | 9.º | 10.º | 11.º | 12.º | 13.º | 14.º | 15.º |
| Puntos   | 25  | 20  | 16  | 13  | 11  | 10  | 9   | 8   | 7   | 6    | 5    | 4    | 3    | 2    | 1    |

### Carreras por año
(Carreras en negrita indica pole position, carreras en cursiva indica vuelta rápida)
| Año  | Cat.  | Moto   | 1       | 2       | 3      | 4      | 5      | 6       | 7      | 8       | 9      | 10     | 11     | 12     | 13      | 14     | 15      | 16     | Pos. | Pts. |
| ---- | ----- | ------ | ------- | ------- | ------ | ------ | ------ | ------- | ------ | ------- | ------ | ------ | ------ | ------ | ------- | ------ | ------- | ------ | ---- | ---- |
| 1998 | 250cc | Yamaha | JPN -   | MAL -   | SPA -  | ITA -  | FRA -  | MAD -   | NED -  | GBR -   | GER -  | CZE -  | IMO -  | CAT 21 | AUS -   | ARG -  |         |        | 0    | -    |
| 1999 | 250cc | Yamaha | MAL 23  | JAP Ret | ESP 23 | FRA 19 | ITA -  | CAT 14  | NED 20 | GBR Ret | ALE 22 | CZE 19 | IMO 20 | VAL 12 | AUS DNQ | RSA -  | RIO -   | ARG -  | 6    | 24.º |
| 2000 | 250cc | Yamaha | RSA Ret | MAL Ret | JAP -  | ESP 23 | FRA 20 | ITA Ret | CAT 17 | NED 13  | GBR 12 | ALE 22 | CZE 20 | POR 17 | VAL 22  | RIO 20 | PAC Ret | AUS 21 | 7    | 30.º |